# 중국의 외교사
중국의 대외 관계사는 1800년부터 현대에 이르는 중국의 역사에서 외교, 군사, 정치, 경제 관계를 다룬다. 1800년부터 1925년까지 중국의 외교 정책은 서구 제국주의에 저항하고 영토 보전을 유지하려는 국가적 노력에 의해 주로 형성되었다. 이 기간 동안 중국은 주변국을 제외한 다른 나라들과의 접촉이 제한되어 세계의 다른 지역들과는 크게 고립되어 있었다. 이는 부분적으로 중국의 자발적인 고립주의 정책 때문이었고, 서구 강대국들이 상하이와 같은 몇몇 개항장에만 큰 영향력을 가지고 있었기 때문이기도 했다. 중국은 영국, 프랑스, 일본과 여러 소규모 전쟁에 참여했다.
19세기에 중국은 영국, 미국, 프랑스 및 기타 서구 강대국(그리고 일본)과 일련의 불평등 조약을 체결할 수밖에 없었고, 이 조약들은 외국인에게 치외법권적 권리를 부여하고 중국 항구를 외국 무역에 개방했다. 이 기간 동안 중국의 외교 정책은 이러한 조약에 저항하고 자국 문제에 대한 통제권을 되찾으려는 열망으로 특징지어졌다.
1925년에서 1949년 사이 중국의 외교 정책은 상당한 정치적 격변과 외부 세계와의 관계 변화로 특징지어졌다. 1919년 5·4 운동 이후 중국의 외교 정책은 반제국주의와 민족 해방에 점점 더 집중되었다. 마오쩌둥 휘하의 중국공산당과 장제스 휘하의 국민정부는 모두 외세 지배에 저항하고 통일되고 독립적인 중국을 건설하고자 했다. 이는 전국적으로 민족주의적 정서와 반외국인 정서의 강화를 가져왔다. 몽골, 티베트, 동튀르키스탄을 재점령하려는 노력도 있었다.
1937년 일본의 중국 침략은 중국 외교 정책의 전환점이 되었다. 중국공산당과 국민당은 일본에 저항했다.
1949년 마오쩌둥이 중화인민공화국을 수립한 후, 중국의 외교 정책은 소련 및 공산주의 운동과 긴밀히 연계되었다. 중국공산당은 소련을 제국주의 투쟁의 핵심 동맹국으로 보았고, 중국의 발전을 소련의 사회주의 체제를 모델로 삼으려 했다. 이는 무역, 군사 원조, 이념 교류와 같은 분야에서 양국 간 협력 증대로 이어졌다.
중국은 처음에는 소련과 가까웠고, 1950년부터 1953년까지 미국과 대한민국을 상대로 대규모 전쟁을 벌였다. 그러나 1960년대에 이르러 중국과 소련은 적대국이 되었고, 양측은 아시아, 아프리카, 라틴 아메리카에서 반식민 운동을 지원하는 동시에 전 세계적으로 지지를 얻으려 했다.
중화인민공화국은 국제 사회의 인정을 얻기 위해 수십 년간 노력했다. 1971년 유엔은 중화인민공화국을 인정하고 중화민국(대만)을 축출했다. 그 이후로 중국은 세계의 거의 모든 국가와 외교 관계를 수립했다.
1970년대 후반, 중국은 경제 개혁 프로그램에 착수했다. 이는 세계 경제와의 교류 증대와 중국이 주요 경제 대국으로 발전하는 계기가 되었다. 중국은 다른 국가들과의 무역 및 투자 관계를 확대하고자 했으며, 세계 무역 기구와 같은 국제 경제 기구의 적극적인 회원이 되었다.
2000년대 이후 중국은 세계에서 영향력을 확대하기 위해 외교 정책에서 더욱 적극적인 태도를 보이고 있다. 중국은 남중국해에서 군사적 존재감을 강화하고, 일대일로를 확장하며, 중국의 가치와 문화를 전 세계적으로 홍보하고자 했다. 이는 인도 및 미국과의 긴장을 초래했다.

## 청나라
19세기 중반에 이르러 중국의 안정은 국내외적인 위협으로 점점 더 흔들렸다. 사회 불안과 심각한 봉기가 더욱 흔해졌고, 정규군은 외세 군사력에 대처하기에는 너무 약했다. 중국 지도자들은 서구 사상의 영향을 점점 더 두려워했다. 존 킹 페어뱅크는 1840년부터 1895년까지 서구 국가들과의 관계 악화에 대한 중국의 반응이 네 단계로 나타났다고 주장했다. 1840년대와 1850년대에는 중국의 군사적 약점이 서구 무기의 필요성으로 해석되었다. 1860년대까지는 이와 관련하여 거의 성과가 없었다. 1860년대 이후 양무운동이 시작되었고, 일본과 유사하게 서구 기술 습득에 집중했다. 1870년대부터 1890년대까지는 중국의 정치 체제를 더 광범위하게 개혁하고 활성화하려는 노력으로 특징지어졌다. 꾸준히 완만한 진전이 있었지만, 1898년의 무술변법과 같이 급진적인 도약을 위한 노력은 보수주의자들의 반발을 샀고, 이는 개혁 노력의 좌절과 지도자들의 처형으로 이어졌다. 중국 국민주의가 고조되었고, 이는 1895년 일본과의 전쟁에서 빠르게 패배하는 결과를 낳았다. 1900년 의화단 운동에서는 근대화에 대한 강렬한 반발이 풀뿌리 수준에서 나타났다.

## 아편 전쟁
유럽 상업 이해관계는 무역 장벽을 철폐하고자 했으나, 중국은 영국이 무역 시스템을 개혁하려는 반복적인 노력을 막아냈다. 영국 상인들의 중국에 대한 인도 아편 판매 증가가 제1차 아편 전쟁 (1839–1842)으로 이어졌다. 서구 군사력과 증기선 및 콩그리브 로켓과 같은 군사 기술의 우위는 중국이 서구의 조건으로 무역을 개방하도록 강요했다.
애로우 전쟁으로도 알려진 제2차 아편 전쟁 (1856-60)에서는 영국과 프랑스 제2제국을 포함한 영프 연합군이 쉽게 승리했다. 베이징 조약의 합의로 가우룽반도가 영국령 홍콩의 일부로 할양되었다.

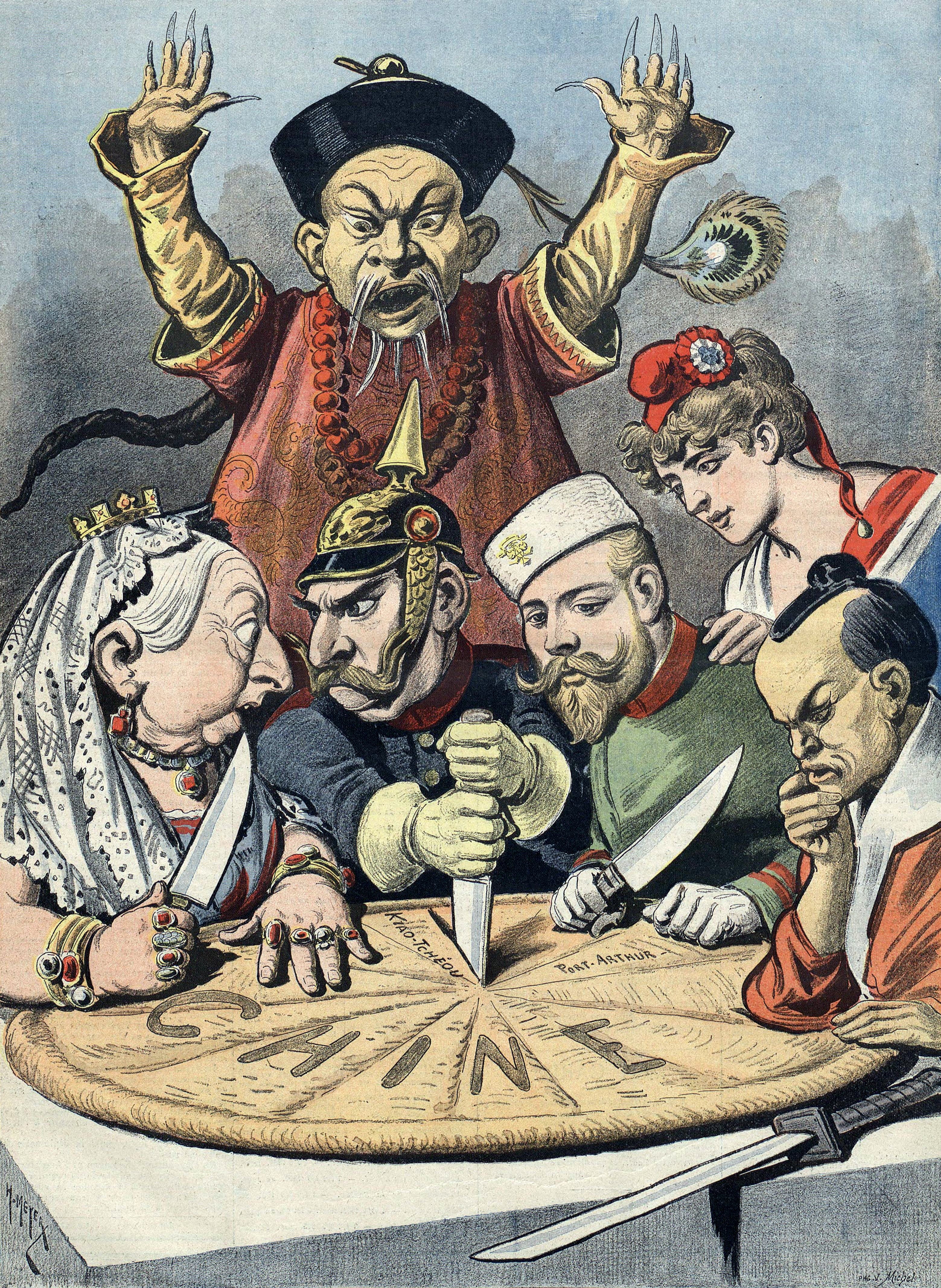
1898년 프랑스 정치 만화는 무기력한 청나라가 영국, 독일, 러시아, 프랑스, 일본 등 강대국에 의해 해체되고 분할되는 모습을 묘사한다.

### 불평등 조약
난징 조약 (1842), 톈진 조약 (1858), 베이징 조약 (1860)을 포함한 일련의 "불평등 조약"은 중국이 광둥 (광저우), 아모이 (샤먼시), 상하이시를 포함한 새로운 개항장을 개방하도록 강요했다. 이 조약들은 또한 대영 제국이 홍콩을 왕령 식민지로 설정하고 외국 외교관의 통제 하에 개항장에 국제 조계를 설정하도록 허용했다. 중국은 베이징 수도에 외교관을 받아들이고, 중국 강에서 외국 선박의 자유로운 이동을 허용하고, 관세를 낮게 유지하며, 내륙을 기독교 선교사들에게 개방해야 했다. 청 정부의 만주족 지도자들은 이 조약들을 유용하다고 여겼는데, 이는 외국인들을 몇몇 제한된 지역에 강제하여 대다수의 중국인들이 그들이나 그들의 사상과 전혀 접촉하지 않도록 만들었기 때문이다. 그러나 선교사들은 더 넓은 지역으로 모험했지만 널리 불신을 받았고 개종자를 거의 만들지 못했다. 그들의 주요 영향은 학교와 병원을 설립하는 것이었다. 1920년대 이래로 "불평등 조약"은 서구 전반에 대한 중국의 불만의 핵심이었다.

### 종주권과 조공국
수세기 동안 중국은 수많은 인접 지역에 대한 종주적 권위를 주장해왔다. 이 지역들은 내부 자치권을 가졌지만, 이론적으로는 외교 문제에 있어 중국의 보호 하에 있으면서 중국에 조공을 바쳐야 했다. 19세기에는 이러한 관계가 명목상에 불과했고, 중국은 실제적인 통제권을 거의 행사하지 못했다. 강대국들은 이 시스템을 인정하지 않았고, 점차적으로 종주권을 주장하던 지역들을 점령했다. 일본은 대한제국을 지배하기 위해 움직였고 (그리고 1910년 합병했다) 난세이 제도를 점령했다. 프랑스는 베트남을 점령했다. 영국은 버마와 네팔을 점령했다. 러시아는 시베리아의 일부를 점령했다. 티베트는 명목상으로 남겨졌지만, 영국의 티베트 침공과 그에 따른 1910년 청나라의 티베트 원정으로 인해 1912년 사실상 독립했다.
중국은 일본과의 전쟁에서 패했고 1870년 난세이 제도에 대한 명목상 통제권을 일본에 넘겨주었다. 1884–1885년 청불 전쟁 이후, 프랑스는 또 다른 조공국이었던 베트남을 점령했다. 영국이 버마를 점령한 후, 선의의 표시로 중국에 조공을 보내는 것을 유지하며 이전 관계보다 낮은 지위를 자처했다. 이를 확인하기 위해 영국은 1886년 버마 협약에서 10년마다 중국에 버마의 조공을 계속 지불하는 것에 동의했고, 그 대가로 중국은 영국의 상미얀마 점령을 인정했다. 1894년 청일 전쟁 이후에는 대만을 일본에 빼앗겼다.

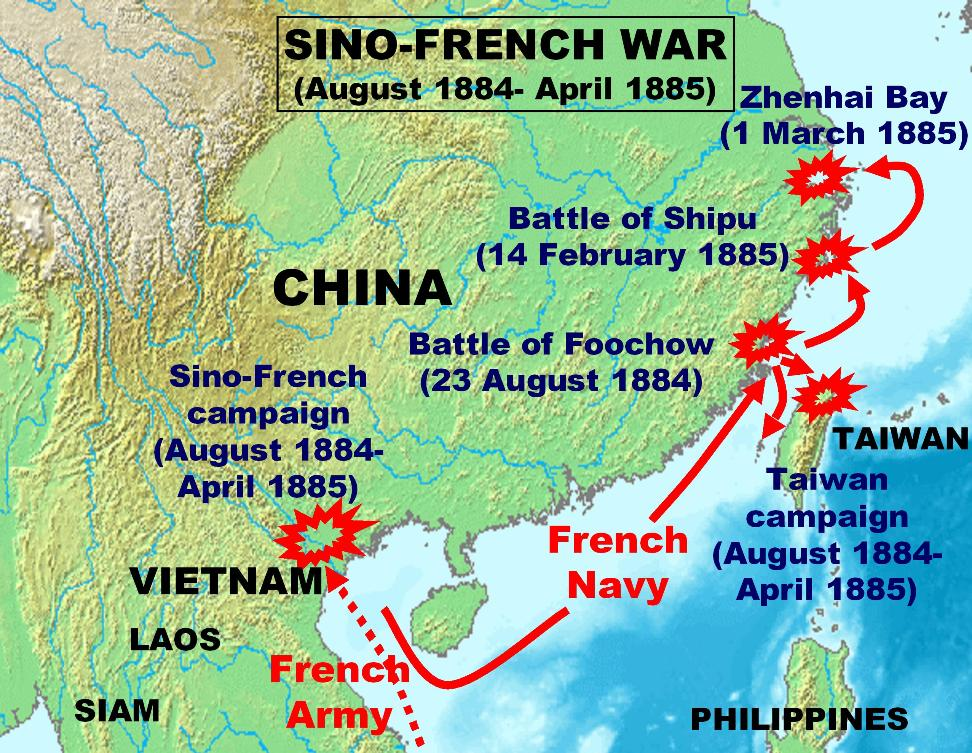
청불 전쟁 (1884–1885)

만주는 러시아와 일본 간의 쟁탈 지역이었고, 중국으로부터 통제권을 빼앗아 1904년에는 러일 전쟁까지 벌였다.

### 기독교 선교사
가톨릭 선교는 16세기 프랑스와 이탈리아에서 온 예수회 중국 선교와 함께 시작되었다. 한동안 그들은 왕실 궁정에 지식인과 과학자들을 배치하는 데 매우 성공적이었다. 그러나 교황은 신부들이 유교나 이교에 대한 조치를 취하는 것을 금지했다. 예수회는 떠났지만 1842년에 돌아왔다. 개종자들은 하층 계급 출신이었고, 1840년에는 약 24만 명, 1901년에는 72만 명에 달했다. 예수회는 엘리트층을 대상으로 1903년 상하이에 오로라 대학교를 설립했다. 독일 선교사들은 19세기 후반에 도착했고, 미국 선교사들은 주로 프랑스 선교사들을 대체하기 위해 1920년대에 도착했다.
개신교 선교사들은 수천 명의 남성, 그들의 아내와 자녀, 그리고 미혼 여성 선교사들을 포함하여 오기 시작했다. 이들은 본국의 조직 교회로부터 후원과 재정 지원을 받았다. 처음에는 광둥 지역으로 제한되었다. 제1차 아편 전쟁을 종결시킨 1842년 조약에서 선교사들은 5개의 해안 도시에 거주하고 일할 권리를 부여받았다. 1860년, 제2차 아편 전쟁을 종결시킨 조약들은 선교 활동을 위해 전 국토를 개방했다. 개신교 선교 활동은 다음 수십 년 동안 급증했다. 1860년 중국에 50명이었던 선교사 수는 1900년에는 2,500명(아내와 자녀 포함)으로 늘어났다. 선교사 중 1,400명은 영국인, 1,000명은 미국인, 100명은 대륙 유럽, 주로 스칸디나비아 출신이었다. 개신교 선교 활동은 1920년대에 정점에 달했고, 그 이후 중국 내 전쟁과 불안정, 그리고 선교사들 자신의 좌절감으로 인해 감소했다. 1953년에는 모든 개신교 선교사들이 중국 공산주의 정부에 의해 추방되었다.
장기적으로 선교의 주요 영향은 현대적인 의료 기준을 도입하고, 특히 외부 세계에 대해 배우기를 열망하는 소수의 가정을 위한 학교를 세운 것이었다. 병원들은 아픈 사람들을 치료하고 위생 및 어린이 돌봄에 대해 가르쳤다. 이러한 병원들은 중국 관리들의 적대감을 줄였다. 1911년 혁명의 핵심 지도자인 쑨원은 하와이에서 4년 동안 망명 생활을 하며 기독교 학교에서 공부했고 결국 개종했다.
선교사들이 고향으로 돌아가면 일반적으로 중국에 대해 매우 호의적인 견해를, 일본에 대해서는 부정적인 견해를 설파했고, 이는 서구에서 중국을 점점 더 지지하는 여론을 형성하는 데 도움이 되었다. 중국 전역의 지역 수준에서 선교사들은 대다수 인구가 본 유일한 외국인이었다. 보호받는 국제 센터 밖에서는 그들은 자주 언어 공격을 받았고, 때로는 폭력적인 사건에 휘말리기도 했다. 이는 국제 사회가 선교사를 보호하기 위해 군사 행동을 위협하는 결과를 낳았고, 외교관들은 정부에 점점 더 많은 보호를 요구했다. 공격은 의화단 운동 동안 최고조에 달했으며, 이는 선교사 반대 세력을 크게 포함했다. 의화단은 200명 이상의 외국 선교사와 수천 명의 중국인 기독교인을 살해했으며, 여기에는 1905년 폭도들에게 살해된 엘리노어 체스넛 박사도 포함된다. 마찬가지로 1920년대와 1930년대의 민족주의 운동 또한 선교사 반대 요소를 가지고 있었다.

## 청일 전쟁 (1894–1895)
1860년 이후 일본은 서구 모델을 따라 군대를 현대화했고 중국보다 훨씬 강해졌다. 1894년과 1895년에 벌어진 이 전쟁은 중국이 또 다른 종주권을 주장하고 조선의 지배를 받는 조선에 대한 통제 문제를 해결하기 위해 벌어졌다. 농민 반란으로 인해 조선 정부는 나라를 안정시키기 위해 중국에 군대를 파견해 줄 것을 요청했다. 일본 제국은 조선에 자체 병력을 파견하여 서울에 괴뢰 정부를 수립함으로써 응답했다. 중국이 반대했고 전쟁이 발발했다. 일본 지상군은 랴오둥반도에서 중국군을 격파했으며 황해 해전에서는 중국 해군을 거의 궤멸시켰다.

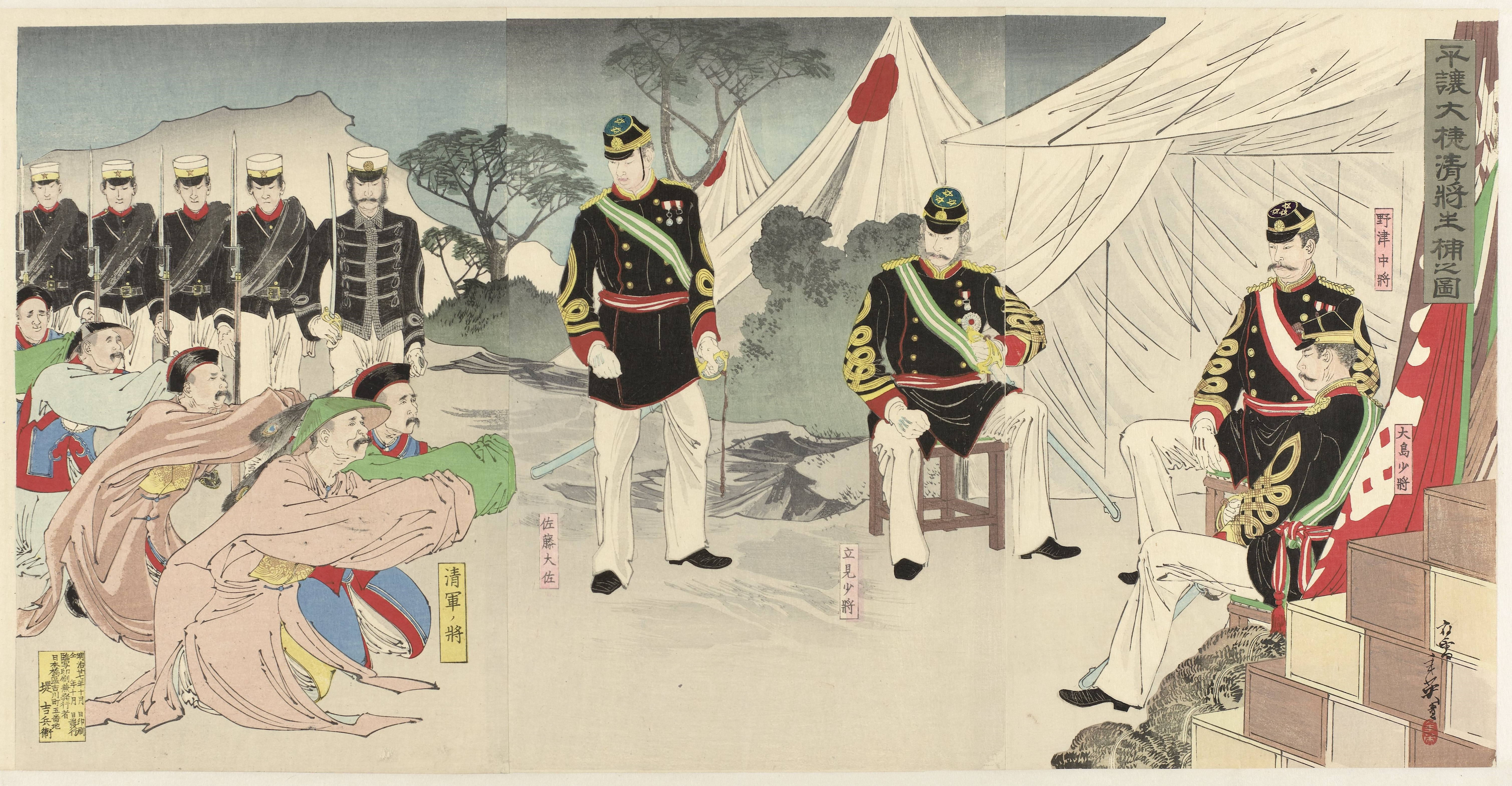
1894년 10월, 평양에서 중국 청나라 장군들이 일본에 항복했다.

### 시모노세키 조약
심각하게 패배한 중국은 평화를 요청했고 1895년 4월 17일 체결된 가혹한 시모노세키 조약을 받아들일 수밖에 없었다. 중국은 3천만 파운드의 배상금을 지불할 책임이 있었다. 중국은 대만 섬과 펑후 제도를 일본에 양도해야 했다. 일본은 다른 모든 강대국과 마찬가지로 최혜국 대우를 받았고, 조선은 명목상 독립했지만 일본 제국과 러시아 제국은 통제권을 놓고 경쟁했다. 가장 논란이 되는 조항은 랴오둥반도를 일본에 할양하는 것이었다. 그러나 이것은 러시아가 받아들일 수 없는 일이었고, 러시아는 중국의 보호자라는 자칭 망토를 두르고 독일, 프랑스와 협력하여 개입하여 일본이 랴오둥반도에서 철수하도록 강요했다. 배상금을 지불하기 위해 영국, 프랑스, 러시아 은행들은 중국에 돈을 빌려주었지만, 그들은 또한 다른 이점들을 얻었다. 1896년 러시아는 시베리아 횡단 철도를 만주를 가로질러 블라디보스토크까지 연장하는 것을 허락받았고, 이는 350마일의 지름길이 되었다. 새로운 동청 철도는 러시아인들이 통제했으며, 만주의 주요 지역을 통제하는 데 중요한 군사적 요소가 되었다. 1896년 후반에 러시아와 중국은 비밀 동맹을 맺었고, 러시아는 일본이 중국으로 더 이상 확장하는 것을 막기 위해 노력할 것이었다. 1898년 러시아는 남만주의 랴오둥반도에 대한 25년 임대권을 얻었고, 동방에서 유일한 항구인 뤼순항을 포함했다. 동청 철도의 뤼순항 연장은 극동에서 러시아의 군사력을 크게 확장했다.

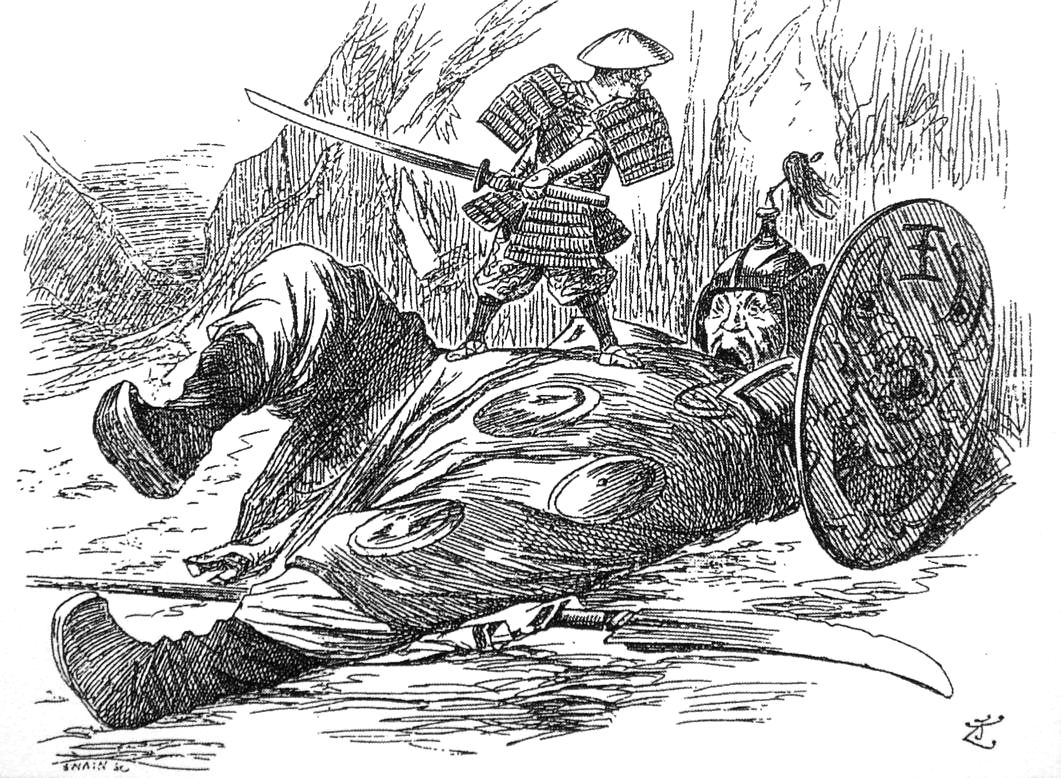
1894년 "작은" 일본이 "큰" 중국에 승리하는 모습을 보여주는 영국 만화.

## 1890년대의 개혁
정부의 주요 수입원 중 하나는 수입품에 대한 5% 관세였다. 정부는 1863년부터 이를 운영하기 위해 영국의 외교관인 로버트 하트 (1835–1911)를 고용했다. 그는 광둥에 기반을 둔 효율적인 시스템을 구축하여 부패가 거의 없도록 했으며, 이를 다른 항구로 확장했다. 이 서비스의 최고위층은 중국과 무역하는 모든 국가에서 모집되었다. 하트는 현대적인 우편 서비스와 무역에 대한 국내 세금 감독을 포함한 수많은 현대화 프로그램을 추진했다. 하트는 외국에 중국 대사관을 설립하는 데 도움을 주었다. 그는 베이징에 동문관 (종합 학습 학교)을 설립하고 광둥에 분교를 두어 외국어, 문화 및 과학을 가르치도록 도왔다. 1902년에 동문관은 현재 베이징 대학인 제국 대학에 흡수되었다.

### 무술변법
무술변법은 1898년 6월 11일부터 9월 22일까지 103일간 진행된 국가적, 문화적, 정치적, 교육적 개혁 운동으로 실패로 끝났다. 이 운동은 젊은 광서제와 그의 개혁 지지자들에 의해 추진되었다. 100개 이상의 개혁 조치가 발표된 후, 서태후 (1835–1908)가 이끄는 강력한 보수 세력에 의해 쿠데타 ("무술정변")가 일어났다. 황제는 사망할 때까지 감금되었고, 주요 개혁가들은 망명하거나 도망쳤다.
서태후는 1861년 이후 제국 정책을 통제했다. 그녀는 뛰어난 정치적 수완을 가졌지만 역사가들은 그녀를 주요 정책 실패와 중국의 약화에 책임이 있다고 본다. 1898년 그녀의 개혁 반전과 특히 의화단에 대한 지지는 모든 강대국들이 그녀에게 맞서게 만들었다. 후기 청나라는 중국 및 국제 역사학에서 국가적 굴욕과 약함의 상징으로 남아 있다. 학자들은 서태후의 "수렴청정"이 청나라의 궁극적인 쇠퇴와 외세와의 굴욕적인 평화에 책임이 있다고 본다. 그녀의 실패는 왕조를 전복시키려는 혁명을 가속화했다.

#### 의화단 운동
의화단 운동(1897–1901)은 1897년부터 1901년까지 중국에서 의화단에 의해 일어난 외국인 반대 운동이었다. 이들은 선교사, 기독교 개종자, 외국인들을 공격하고 종종 살해했다. 이들은 베이징 주재 국제 외교관들을 포위했다. 중국의 통치자인 서태후는 의화단을 지지했다. 이 봉기는 주요 강대국으로 구성된 임시 8개국 연합군에 의해 진압되었다. 모든 피해 외에도 중국은 모든 승전국에게 3억 3천 3백만 미국 달러의 배상금을 연간 분할 납부해야 했다. 실제 총 지불액은 약 2억 5천만 달러에 달했다. 해관 총세무사 로버트 하트는 평화 협상의 수석 협상가였다. 배상금은 일부 유익한 프로그램에도 불구하고, 하트가 협상 초기에 예측했던 것처럼 중국에 "나쁜 것"일 뿐이었다.

## 중화민국
1911년 신해혁명은 제국 궁정을 전복시키고 혼란스러운 정치의 시대를 가져왔다. 위안스카이는 1912년 대통령이 되었고, 지역 군벌들의 지지를 받아 1915년에 스스로 황제를 선언하려고 했다. 그는 유럽에서 차관을 얻는 것 외에는 외교 문제에 거의 관심이 없었다. 1916년에 그가 갑자기 사망하자 국가 정부는 혼란에 빠졌다.
1914년 제1차 세계 대전이 발발하자 중국은 공식적으로 전쟁에 참전하여 작은 역할을 수행했다. 일본은 중국에 있는 독일의 영토를 점령했다. 1915년 1월 일본은 21개조 요구를 발표했다. 목표는 만주와 중국 경제에 대한 일본의 통제를 크게 확대하는 것이었다. 중국 대중은 일본 상품에 대한 자발적인 전국적 불매 운동으로 응답했고, 일본의 중국 수출은 40% 감소했다. 영국은 공식적으로 일본의 군사 동맹국이었지만, 모욕을 당했고 더 이상 일본을 신뢰하지 않았다. 영국이 독일에 대한 서부 전선에 집중하면서 일본의 입지는 강했다. 그럼에도 불구하고 영국과 미국은 일본이 중국 경제 전체에 대한 광범위한 통제권을 부여하고 문호개방정책을 종식시킬 다섯 번째 요구 사항을 철회하도록 강요했다. 일본과 중국은 1915년 5월 25일에 처음 네 가지 목표를 비준하는 일련의 합의에 도달했다. 일본은 중국을 희생시켜 약간의 이득을 얻었지만, 영국은 동맹 갱신을 거부했고 미국 여론은 적대적으로 변했다. 1919년 파리 강화 회의는 일본이 1914년에 독일이 항복했던 산둥의 영토를 유지할 수 있도록 허용하는 베르사유 조약을 낳았다. 중국 학생들은 1919년 5·4 운동을 시작하여 일본과 다른 외세에 대한 전국적인 민족주의적 적대감을 고취시켰다.
1916년 이후 거의 모든 중국은 지역 군벌의 손에 있었다. 1929년까지 국민정부는 베이징에 기반을 둔 작은 잔존 세력으로, 중국 대부분 지역에 대한 통제권이 거의 없거나 전혀 없었다. 그러나 외교 문제를 통제했고, 외국 국가들로부터 인정받았다. 관세 수입을 받았지만, 이 돈은 주로 의화단 운동 배상금과 같은 오래된 부채를 갚는 데 사용되었다. 관세 수입 증액을 협상하는 데 성공했으며, 파리 평화 회의와 같은 국제 문제에서 중국을 대표했다. 불평등 조약 재협상을 제한적으로 성공적으로 시도했다. 영국과 다른 강대국들은 1920년대 후반까지 상하이와 다른 항구 도시들을 계속 통제했다.
1931년, 일본은 만주를 점령했고, 국제연맹의 반대에도 불구하고 점령을 강행했다. 일본은 국제연맹을 탈퇴했고, 국제연맹은 대응할 수 없었다. 가장 활발한 중국 외교관은 웰링턴 쿠였다.
1938년, 장제스의 외교부는 몽골, 시베리아 일부, 인도차이나를 "잃어버린 영토"로 나열한 "국치 지도"를 발행했다.(p. 138)

### 독일의 역할
독일군은 중화민국에서 중요한 역할을 했다. 독일 황립해군은 독일의 자오저우만 조차지를 담당했으며, 아시아의 본보기가 될 현대적인 시설을 구축하는 데 막대한 비용을 지출했다. 일본은 1914년 치열한 전투 끝에 독일의 시설들을 점령했다. 제1차 세계 대전 이후, 바이마르 공화국은 중화민국에 광범위한 자문 서비스를 제공했으며, 특히 중국군 훈련에 기여했다. 독일군 전 사령관이었던 한스 폰 젝트 육군대장은 1933-1935년에 중국의 정예 국민혁명군 부대 훈련과 공산주의자들과의 전투를 조직했다. 모든 사관학교에는 독일 장교들이 있었고, 대부분의 군 부대에도 마찬가지였다. 또한, 독일 기술자들은 중국 철도 시스템을 위한 전문 지식을 제공했고 은행가들은 대출을 제공했다.
1920년대 독일과의 무역은 번성했으며, 독일은 중국 정부 신용의 가장 큰 공급원 중 하나였다. 마지막 주요 고문은 나치 독일이 일본과 동맹을 맺은 후인 1938년에 떠났다. 그럼에도 불구하고 장제스는 스승인 쑨원이 권고했던 것처럼 독일을 국가의 모델로 계속 사용했다.

## 중일 전쟁 (1937–1945)
1937년 일본이 침략하여 중일 전쟁이 발발했다. 1938년에는 미국이 중국을 강력하게 지지하게 되었다. 마이클 샬러는 1938년에 대해 다음과 같이 말한다.
중국은 일본의 침략에 대한 미국 주도의 저항의 상징으로 부상했다.... 일본의 광범위한 제국주의에 대한 방어벽이 될 친미 중국의 유지를 전제로 한 새로운 정책이 나타났다. 미국은 중국을 도쿄의 더 큰 제국주의를 억제하는 무기로 사용하기를 희망했다. 워싱턴은 경제 지원이 이러한 결과를 달성할 수 있기를 희망했다.

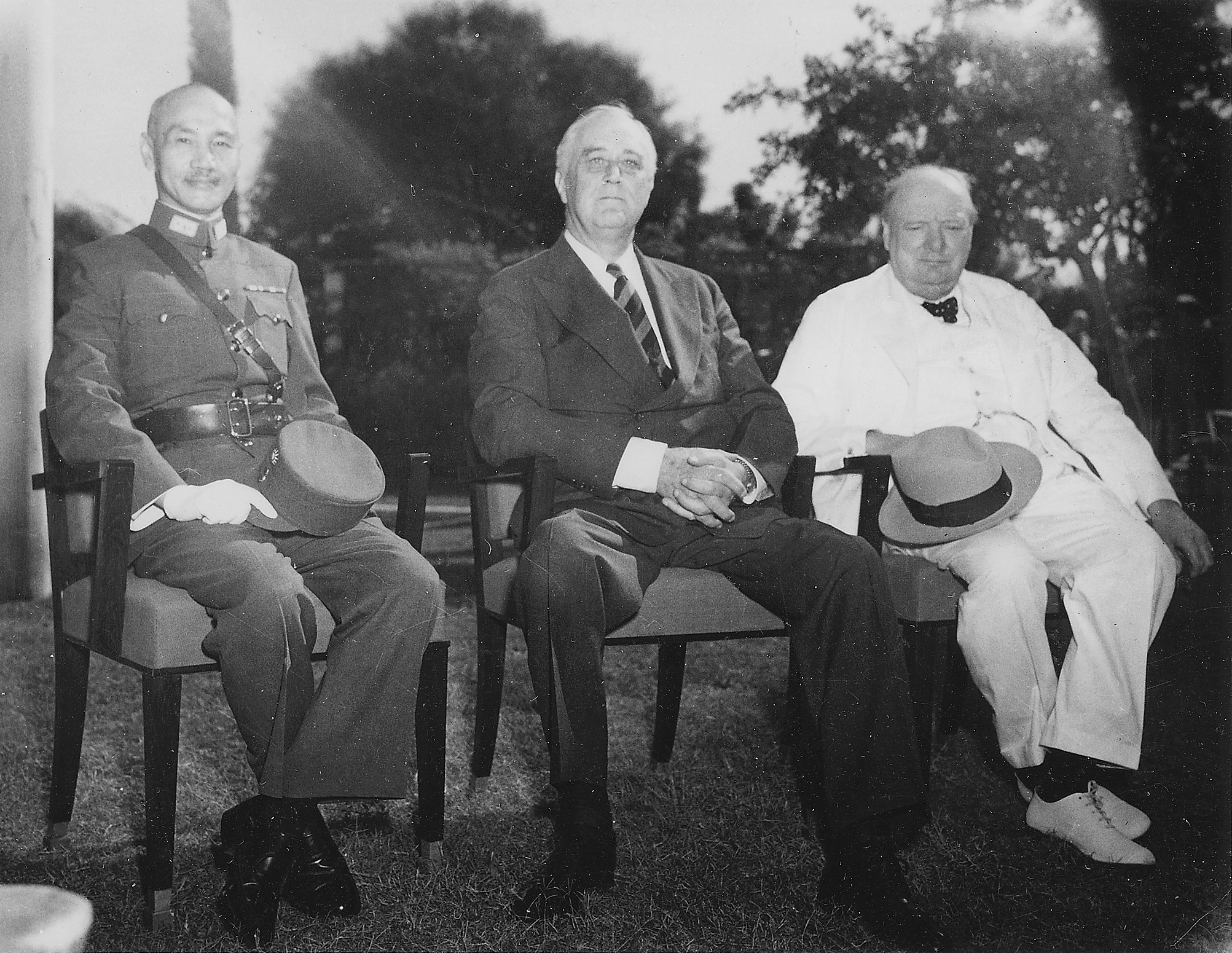
1943년 카이로 회담에서 미국 대통령 프랭클린 D. 루스벨트와 영국 총리 윈스턴 처칠과 함께 있는 장제스

유럽 전쟁에 반대하는 고립주의자들조차도 일본에 대한 강경책을 지지했다. 선교사, 펄 벅과 같은 소설가, 타임 매거진의 일본의 중국 내 만행 보도, 특히 '난징의 강간'이라 불리는 난징 대학살 관련 보도에 의해 중국인에 대한 미국의 동정심과 일본에 대한 증오심이 일어났다. 1941년 초까지 미국은 중국군 복장을 한 미국 조종사들이 일본 침략군과 싸우고 심지어 일본 도시를 폭격하기 위해 미국 비행기를 보내는 것을 준비하고 있었다. 지연이 있었고, 클레어 셔놀트가 이끄는 "플라잉 타이거스"는 진주만 공격 (1941년 12월 7일)으로 미국이 공식적으로 전쟁에 참전한 지 며칠 만에 마침내 작전이 개시되었다. 플라잉 타이거스는 곧 미국 육군 항공대에 편입되었고, 이는 중국에서의 작전을 최우선 순위로 만들었으며, 미국에서 중국에 대한 엄청난 호의적인 홍보를 창출했다.
일본이 동남아시아를 점령한 후, 미국의 원조는 영국령 인도를 거쳐 히말라야 산맥을 넘어 엄청난 비용과 지연을 감수해야만 했다. 장제스의 곤경에 처한 정부는 이제 충칭시에 본부를 두었다. 루스벨트는 조지프 스틸웰을 보내 중국군을 훈련시키고 군사 전략을 조율하게 했다. 그는 장제스 대원수의 참모장이 되었고, 중국-버마-인도 전선에서 미군 사령관을 역임했으며, 중국으로 가는 모든 무기대여법 물자 공급을 책임졌고, 나중에는 남동아시아 사령부의 부사령관이 되었다. 중국에서의 그의 지위와 위치에도 불구하고, 그는 무기대여법 물자 분배, 중국 정치적 파벌주의, 그리고 제11군 집단 (영국군 지휘 하)에 중국군과 미군을 통합하려는 제안에 대해 다른 고위 연합군 장교들과 갈등을 겪었다. 미국에서 교육받은 장제스의 부인 쑹메이링은 미국 의회에서 연설하고 전국을 순회하며 중국에 대한 지지를 호소했다. 의회는 중국인 배척법을 개정했고 루스벨트는 불평등 조약을 종식시키기 위해 움직였다. 장제스와 쑹은 1943년 말 카이로 회담에서 루스벨트 및 처칠과 만났지만, 대규모 원조 증액 약속은 실현되지 않았다.
장제스 정부가 제대로 장비되지 않고 식량이 부족한 군대와 함께 일본에 효과적으로 맞서 싸울 수 없거나, 장제스가 중국공산당을 격파하는 데 더 집중하는 것을 선호한다는 인식이 커졌다. 스틸웰에게 조언하는 차이나 핸즈는 육상 기반의 일본 반격 침공을 준비하기 위해 공산주의자들과 소통하는 것이 미국의 이익에 부합한다고 주장했다. 1943년에 시작된 딕시 미션은 공산주의자들과의 최초의 공식적인 미국 접촉이었다. 셔놀트가 이끄는 다른 미국인들은 공군력에 대해 주장했다.
1944년, 장제스 대원수는 이 지역의 모든 병력을 미군 장군이 지휘하게 해달라는 루스벨트의 요청에 응했지만, 스틸웰을 해임할 것을 요구했다. 앨버트 코디 웨더마이어 장군이 스틸웰을 대신했고, 패트릭 J. 헐리가 대사가 되었으며, 중미 관계는 훨씬 더 원활해졌다. 미국은 중국의 대규모 병력이 최소한의 미국인 사상자로 일본을 격파할 수 있을 것이라는 희망으로 중국을 최고위 외교에 포함시켰다. 그러한 희망이 환상으로 드러나고 B-29 폭격기가 중국에서 효과적으로 작전할 수 없다는 것이 분명해지자, 중국은 워싱턴에게 덜 중요해졌지만, 새로운 유엔 안전 보장 이사회에 거부권을 가진 상임이사국 자리를 약속받았다.

## 내전
내전 위협이 감돌자 해리 S. 트루먼 대통령은 1945년 말 조지 마셜 장군을 중국에 파견하여 국민정부와 중국 북부의 많은 지역을 장악하고 있던 공산주의자들 사이의 타협을 중재하게 했다. 마셜은 연립정부를 희망했고, 서로 불신하는 두 세력을 한자리에 모았다. 국내에서는 많은 미국인들이 중국을 공산주의 확산에 대한 방어벽으로 보았지만, 일부 미국인들은 공산주의자들이 미국과 우호적인 관계를 유지하기를 희망했다. 중국공산당 주석 마오쩌둥은 오랫동안 미국을 존경했고 (조지 워싱턴은 그에게 영웅이었다) 제2차 세계 대전의 동맹국으로 보았다. 그는 미국이 국민당을 포기하지 않을 때 극심한 실망을 느꼈고, "중국 인민에게 항상 적대적이었던 제국주의자들이 밤새 우리를 동등하게 대할 정도로 변하지 않을 것"이라고 썼다. 그의 공식 정책은 "중국 내 제국주의자들의 통제를 완전히 제거하는 것"이었다. 트루먼과 마셜은 군사 원조와 조언을 제공했지만, 미국의 개입이 국민당 대의를 구할 수 없다고 판단했다. 한 최근 학자는 공산주의자들이 내전에서 승리한 이유는 마오쩌둥이 군사적 실수를 덜 저질렀고 장제스가 주요 이익 집단들을 적대시했기 때문이라고 주장한다. 게다가 그의 군대는 일본과의 전쟁에서 약화되었다. 한편, 공산주의자들은 농민들과 같은 집단들의 삶의 방식을 개선하겠다고 약속했다.
소련 지도자 이오시프 스탈린의 정책은 기회주의적이고 실용적이었다. 그는 중국 인민해방군이 내전에서 사실상 승리했을 때만 공식적인 소련 지원을 제안했다. 세르게이 라드첸코는 "중소 동맹에서 프롤레타리아 국제주의에 대한 모든 이야기는 동아시아에서 소련의 팽창주의적 야망을 위한 위장에 불과했다"고 주장한다.

## 중화인민공화국

세계 각국이 중화인민공화국과 외교 관계를 수립한 시기를 나타낸 지도: 1949/1950년대 (짙은 빨강), 1960년대 (빨강), 1970년대 (주황), 1980년대 (베이지), 1990년대/2000년대 (노랑), 2010년대/2020년대 (초록). 중화인민공화국에 의해 승인되지 않거나 중화인민공화국을 승인하지 않는 국가는 회색으로 표시된다.

### 국제적 인정
1949년 건국 이래 중화인민공화국은 티베트, 홍콩, 마카오, (대만), 센카쿠/댜오위다오 및 남중국해의 섬들을 포함한 모든 중국의 유일한 합법 정부라는 입장을 국제적으로 인정받고 지지받기 위해 활발히 노력해왔다.
초기 중화인민공화국은 "손님을 초대하기 전에 집을 청소한다"는 원칙에 따라 운영되었는데, 이는 서구 제국주의자로 간주되는 국가들로부터 인정을 받기 전에 식민지 영향을 "정화"하려 했다는 의미다.(p. 51)
1949년 건국 당시 중화인민공화국은 동구권 국가들로부터 인정받았다. 1950년 1월 4일 파키스탄은 중국을 인정한 최초의 이슬람 국가가 되었다. 중국을 인정한 최초의 서방 국가 중에는 영국 (1950년 1월 6일), 스위스 (1950년 1월 17일), 스웨덴 (1950년 2월 14일)이 있었다. 중국과 외교 관계를 수립한 최초의 서방 국가는 스웨덴 (1950년 5월 9일)이었다. 1970년대 초반까지 타이베이의 중화민국 정부는 대부분의 강대국으로부터 외교적으로 인정받았으며, 유엔 안전 보장 이사회에서 중국의 상임이사국 자리를 차지하고 거부권을 행사했다. 1971년 베이징 정부가 중국 자리를 차지하고 (중화민국 정부가 축출된 후), 대다수의 국가들은 외교 관계를 중화민국에서 중화인민공화국으로 전환했다. 일본은 일본 정부와 중화인민공화국 정부 간의 공동성명에 따라 1972년 중화인민공화국과 외교 관계를 수립했고, 미국은 1979년에 그렇게 했다. 2011년에는 베이징과 외교 관계를 수립한 국가 수가 171개국으로 증가한 반면, 23개국은 중화민국(또는 대만)과 외교 관계를 유지했다. (참조: 대만 문제)

### 인민 외교
건국 직후 중화인민공화국은 인민 외교 (renmin waijiao)에 대한 관점을 제도화했다.(p. 8–9) 인민 외교는 "사람을 통해 정책에 영향을 미친다"는 슬로건으로 표현되었다.(p. 9) 인민 외교에 따라 중국은 아시아 개발도상국에 의사, 과학자, 운동선수를 파견하여 관계를 구축했다.(p. 9) 이러한 형태의 인민 외교는 종종 공산당의 국제연락부를 통해 실행되었다.(p. 9) 자본주의 국가들과의 인민 외교는 중국과의 관계 개선을 위해 자국 정부에 로비할 "외국 친구"를 개발하기 위해 비공식적, 비국가적 관계를 구축하고자 했다.(p. 9)

## 마오 시대 외교 정책
마오쩌둥 시대에 중국의 대외 관계는 국제 사회주의 운동의 목적에 대한 중국 지도부의 인식에 뿌리를 두었다.(p. 21) 그들의 관점에서 전 세계 혁명 활동의 주요 관심사는 반제국주의여야 하며, 사회주의가 가져올 경제 발전은 세계 세력 균형의 변화를 가져올 것이었다.(p. 21)
공동강령 제54조와 제56조는 중국의 대외 관계가 상호 주권 존중에 기반을 둘 것이라고 명시했다.(p. 469)
"냉전"이라는 용어는 마오쩌둥 시대 중국 담론에서 두드러지지 않았다.(p. 20) 지배적인 중국적 관점에서 1940년대 후반부터 1970년대까지 존재했던 자본주의와 사회주의 간의 갈등은 "냉각"되지 않았다.(pp. 20–21)
1947년부터 1962년까지 마오쩌둥은 한편으로는 경제를 더 빠르게 발전시키고, 다른 한편으로는 특히 미국에 의한 공격에 대비하기 위해 국제 파트너십에 대한 열망을 강조했다. 그러나 그의 수많은 동맹, 즉 소련, 베트남 민주공화국, 조선민주주의인민공화국, 알바니아 등은 모두 와해되었다. 그는 반미 연합을 조직할 수 없었다. 더욱이 마오쩌둥은 중국이 너무 크고 내부 지향적이어서 동맹 파트너들의 요구가 무시될 것이라는 두려움에 둔감했다.
마오쩌둥 시대에는 중국의 외교 정책 관료 조직이 작았다.(p. 175) 전략적 결정과 안보 문제는 하향식 방식으로 처리되었다.(p. 175) 마오쩌둥이 전반적인 통제와 최종 결정을 내리는 가운데, 저우언라이 중국 총리는 외교 정책을 다루었고 그의 외교 및 협상 능력으로 강력한 명성을 얻었다. 저우언라이는 외교관들에게 "외교에는 작은 일이 없다"며 규율을 강조했다. 그의 외교적 수완에도 불구하고, 마오쩌둥이 시작한 국내 혼란으로 인해 저우언라이의 협상력은 약화되었다.(pp. 174–175)
한국 전쟁과 인도차이나 전쟁의 문제를 해결하고자 했던 1954년 제네바 회담은 중화인민공화국이 국제 외교 행사에 처음으로 중요하게 참여한 사례였다.(p. 185)
저우언라이가 중국 대표단을 이끌었던 1955년 반둥 회의는 중국 외교 관계의 중요한 이정표였다.(p. 80) 중국은 많은 신생 독립국 및 곧 독립할 국가들과 외교 관계를 발전시켰고,(p. 80) 여기에는 중화인민공화국 최초의 아랍 국가들과의 접촉도 포함된다.(p. xxiv) 중국은 이러한 협력적 접근 방식을 "반둥 라인"이라고 불렀다.(p. 25) 이는 중국의 남남 협력에 대한 공식 담론의 시작이었다.(p. 74) 중국의 평화 5원칙은 반둥의 10대 원칙에 통합되었다.(p. 80)
중소 분열 이후, 모스크바와 베이징은 때때로 전 세계에서 경쟁적인 공산당을 후원하여 서로 싸우는 데 에너지를 소모하게 했다. 중국은 1974년 유엔에서 삼세계론을 발표했다.(p. 74) 중국의 제3세계에 대한 집중은 제국주의와 자본주의에 대한 세계적 투쟁의 정당한 지도자로 묘사되었다. 중국은 제3세계 국가들에게 미국이나 소련 중 어느 쪽도 편들지 말 것을 촉구했는데, 이들 모두를 제3세계에 대한 패권을 탐내는 국가로 보았기 때문이다.(p. 21) 마오쩌둥은 아프리카와 라틴 아메리카를 "제1 중간 지대"라고 묘사했는데, 이곳에서 중국의 비백인 강국으로서의 지위가 미국과 소련의 영향력 모두와 경쟁하고 그들을 능가할 수 있게 할 것이라고 보았다.(p. 48)
1978년까지 중화인민공화국 건국 이후 중동 지역에서의 중국 관계는 중국 지도부의 이념적 입장으로 인해 크게 형성되었다.(p. 20) 중국은 중동의 해방 운동과 연대를 구축하기 위해 자국의 반식민지적 역사를 강조했다.(p. 20) 아랍 해방 운동은 중국을 신뢰할 수 있고 강력한 동맹국으로 간주했으며, 중국은 신생 독립 중동 국가들을 "같은 전선에 서 있는 친구들"로 보았다.(pp. 20-21) 1950년대부터 1970년대까지 중동 국가의 절반 이상이 중화인민공화국과 외교 관계를 수립했다.(p. 22) 1971년 유엔이 중화인민공화국을 중국 자리에 인정했을 때, 중화인민공화국의 득표 중 3분의 1 이상이 중동 국가들로부터 나왔다.(p. 21) 아랍 국가들에 대한 외교적 약속의 일환으로, 이 기간 동안 중국은 이스라엘과 관계를 수립하지 않았으며 아랍-이스라엘 분쟁과 관련된 문제에서 아랍의 입장을 지지했다.(p. 22)

## 소련과 6.25 전쟁
건국 이후 중화인민공화국의 외교 정책은 초기에는 소련, 동구권 국가들, 기타 공산주의 국가들과의 연대에 집중했으며, 이는 1950년 서구, 특히 미국이라는 중국의 주요 적대국에 맞서기 위해 체결된 중소 우호 동맹 상호 원조 조약과 같은 협정들로 봉인되었다. 1950-53년 중국과 그 동맹국인 조선민주주의인민공화국이 미국, 대한민국, 유엔군에 맞서 벌인 6.25 전쟁은 오랫동안 쓰라린 감정의 원인이 되어왔다. 6.25 전쟁이 끝난 후 중국은 파키스탄 및 기타 제3세계 국가들, 특히 동남아시아와의 우호 관계를 수립하여 소련 블록의 일원으로서의 정체성을 균형 있게 유지하고자 했다.
중국의 6.25 전쟁 참전은 많은 "선제 반격" 중 첫 번째였다. 중국 지도자들은 북한 동맹국이 압도당하고 있고 미군이 압록강에서 멈출 것이라는 보장이 없다는 것을 보고 개입하기로 결정했다.

### 모스크바와의 결별
1950년대 후반에 이르러 중국과 소련의 관계는 너무나 분열되어 1960년 소련은 일방적으로 중국에서 고문들을 철수시켰다. 이후 양국은 개발도상국들 사이에서 충성을 놓고 경쟁하기 시작했는데, 중국은 비동맹 운동과 수많은 양자 및 양당 관계를 통해 스스로를 자연스러운 챔피언으로 보았다.
1960년대에 베이징은 공산당들 사이와 일반적으로 개발도상국에서 정치적 영향력을 놓고 모스크바와 경쟁했다. 1962년 중국은 국경 분쟁으로 인도와 짧은 전쟁을 치렀다. 1969년에는 모스크바와의 관계가 너무 긴장되어 공동 국경을 따라 전투가 벌어졌다. 바르샤바 조약군의 체코슬로바키아 침공과 1969년 중소 국경 충돌 이후, 소련과의 중국 경쟁은 중국 자신의 전략적 위치에 대한 우려를 점점 더 반영했다. 중국은 반서방 수사를 완화하고 서유럽 국가들과 공식적인 외교 관계를 발전시키기 시작했다.
1969년 3월 22일 중소 국경 충돌 회의에서 마오쩌둥은 대외 관계에서 중국이 "이제 고립되어 있다"며 "우리는 좀 완화할 필요가 있다"고 말했다.(p. 287) 그해 후반, 중국은 문화대혁명으로 인해 혼란스러웠던 대사관들을 정상적인 기능으로 복구하기 시작했다.(p. 287)

## 1970년대와 1980년대
1971년 10월, 유엔은 중화민국을 축출하고 중화인민공화국을 중국 정부로 승인했다. 1971년과 1972년 사이에 25개국이 중화인민공화국을 외교적으로 승인했다.(p. 165)
다나카 가쿠에이 일본 총리의 베이징 방문은 1972년 9월 29일 공동 성명 서명으로 정점을 찍었으며, 일본과 중화인민공화국 간의 외교 관계가 정상화되었다.(p. 48) 일본은 제2차 세계 대전 중 중국 인민에게 막대한 피해를 입힌 것에 대한 책임을 인식한다고 밝혔고, 중국은 일본에 대한 전쟁 배상 요구를 포기했다.(p. 48) 이 트라우마적인 역사에 대한 정치적 분쟁을 피함으로써 즉각적인 전략적 협력이 가능해졌다.(p. 48) 일본은 대만 문제에 대한 중국의 견해, 즉 "대만은 중화인민공화국 영토의 불가분의 일부이다"에 동의했다.(p. 48)
1970년대와 1980년대에 중국은 자국의 안전한 지역 및 국제 환경을 조성하고 경제 발전에 도움이 될 수 있는 국가들과 좋은 관계를 육성하고자 했다. 마오쩌둥 시대에는 중국이 폐쇄된 국가였다. 그의 사망 후, 덩샤오핑이 이끄는 당국은 개혁을 시작했다. 덩샤오핑의 개혁개방 정책과 함께, 덩샤오핑은 외교 정책 의사 결정에 더 많은 당사자들을 참여시키고, 외교 정책 관료주의를 분권화했다.(pp. 175–176) 덩샤오핑의 접근 방식은 광범위한 합의를 구축하려고 시도했으며, 문제에 대해 모든 관련 이해 관계자들에게 받아들여질 만한 타협을 달성하기 위해 엄청난 노력을 기울였다.(pp. 175–176) 이러한 분권화된 접근 방식은 수많은 이해와 견해를 고려하게 했지만, 동시에 정책 기관의 분열과 정책 결정 과정에서 다른 관료 단위들 간의 광범위한 협상으로 이어졌다.(p. 176)
덩샤오핑은 반패권주의를 중국의 외교 정책 우선 순위 중 하나로 묘사했으며, 중국은 다른 정치적 신념과 사회 시스템에 따라 조직된 국가들과의 외교 관계를 관리하는 데 평화 5원칙을 따라야 한다고 강조했다.(p. 49) 1970년대 후반과 1980년대에 덩샤오핑의 반패권주의 사용은 일반적으로 소련을 지칭했다.(p. 51) 덩샤오핑은 미국과의 관계 개선을 모색했지만, 미국의 패권적 행동에 대해서도 비판했다.(p. 51) 서방과의 관계를 개선하면서도 중국은 공식적인 회원국은 아니었지만 제3세계 비동맹 운동의 정치적, 경제적 입장을 계속해서 면밀히 따랐다.
중국은 베트남에 대한 강력한 소련의 영향력에 대해 우려를 표명하며, 베트남이 소련의 유사한 보호령이 될 수 있다고 우려했다.(p. 55) 베트남 전쟁에서 승리한 후 베트남이 세계에서 세 번째로 큰 군사력을 가졌다는 주장 또한 중국의 우려를 증가시켰다.(p. 55) 중국의 관점에서 베트남은 인도차이나를 통제하려는 지역 패권 정책을 추구하고 있었다.(p. 55) 1978년 12월 25일, 베트남은 민주 캄푸치아를 침공하여 국토 대부분을 점령하고 중국이 선호했던 크메르 루주 정권을 전복시키고 헹 삼린을 새로운 캄보디아 정부 수장으로 앉혔다.(pp. 55–56) 이 움직임은 중국을 적대시하게 만들었는데, 이제 중국은 소련이 남부 국경을 포위할 수 있다고 보았다.(p. 56) 중국은 중국-베트남 전쟁에서 베트남을 침공했다. 1979년 3월 6일, 중국은 징벌적 임무를 달성했다고 선언하고 철수했다.
중국은 1979년 12월 소련의 아프가니스탄 침공 이후 소련의 전략적 진출에 대한 불안감이 고조되었다. 베트남의 캄보디아 지속 점령, 소련의 아프가니스탄 침공, 그리고 중소 국경 및 몽골에 주둔한 소련군, 즉 중소 관계 개선의 "세 가지 장애물"에 대해 중국과 소련 간의 첨예한 갈등이 지속되었다.
1983년, 74세의 리셴녠은 중화인민공화국 주석이 되었고, 군사 지도자 덩샤오핑 휘하의 명목상 중국 국가 대표이자 중국 지도부에서 가장 오래 봉직한 정치인 중 한 명이었다. 그는 많은 국가를 방문하여 중국을 세계에 개방하기 시작했다. 1985년, 리셴녠은 미국을 방문한 최초의 중국 주석이었다. 리 주석은 또한 조선민주주의인민공화국을 방문했다. 1986년에는 엘리자베스 2세 여왕이 공식 방문했다. 이를 위해 중국은 현대화를 위한 서방의 지원과 자국의 국가 안보 및 세계 평화에 가장 큰 위협으로 특징지었던 소련 팽창주의에 대한 도움을 기대했다.
1980년대 이후 중국의 외교 정책은 평화를 지향하며 국가 간 상호 경제적 이익을 극대화하는 데 중점을 두었다.(p. 45) 이는 일반적으로 서로 적대할 수 있는 국가들과 좋은 관계를 유지하려고 노력했으며, 예를 들어 이스라엘과 아랍 국가들 모두와 관계를 구축하는 데 그랬다. 1980년대 동안 덩샤오핑은 지역 활동주의를 활용하기 위해 좋은 이웃 정책을 수립하기 시작했다.(p. 66) 이 정책에 따라 중국은 더 이상 이웃 국가의 이념적 경향을 외교 정책의 중요한 요소로 간주하지 않고, 대신 미국이나 소련과의 각각의 관계에 관계없이 이웃 국가들과의 국제 관계 발전에 집중했다.(pp. 66–67) 따라서 1988년 중국은 몽골과 국경에 관한 협정을 체결했는데, 이는 중국 정부가 오랫동안 이웃 몽골을 소련 위성국으로 간주했음에도 불구하고였다.(p. 67)

### 1989년 천안문 사건
1989년 천안문 사건 직후, 여러 국가들이 제재를 가하고, 원조를 취소하고, 군사 장비 판매를 금지하거나, 외교 관계를 축소했다.(p. 62) 중국을 고립시키려는 이러한 노력에 대응하여 덩샤오핑은 중국이 국제 문제에서 채택할 "24자 지침"을 명확히 했다: 신중하게 관찰하고 (冷静观察), 중국의 입지를 확고히 하고 (稳住阵脚), 침착하게 도전에 대처하고 (沉着应付), 중국의 역량을 숨기고 때를 기다리며 (韬光养晦), 낮은 자세를 유지하는 데 능숙하고 (善于守拙), 결코 주도권을 주장하지 않는 것 (绝不当头)이다.(p. 62) 중국의 접근 방식은 미국의 패권이라는 사실과 함께 살아가는 방법을 배우는 데 집중했다.(p. 62)
이 탄압은 서방 국가들과의 관계를 해쳤지만, 중국의 아시아 이웃 국가들과의 관계에는 상대적으로 거의 영향을 미치지 않았다.(p. 67) 이러한 이웃 국가들 대부분은 중국보다 더 나은 인권 기록을 가지고 있지 않았으며, 서방 국가들로부터 받는 압력에 비추어 볼 때 중국에 일반적으로 동정적이었다.(p. 67) 탄압 이후에도 중국의 이웃 국가들과의 외교 관계는 일반적으로 개선되었다.(p. 67)

## 1990년대
1990년대 중국은 영토 분쟁에서 보수적인 협상 전술을 채택하여 대결의 사용을 강조하지 않고 대신 법적 합의와 외교적 조치에 의존했다.(p. 67)
1991년 말 소련의 붕괴 이후, 중국은 구 소련 공화국들과 외교 관계를 수립했다. 탈냉전 시대에 장쩌민 중국공산당 총서기는 주변국을 안정시키고, 외교를 확대하며, 상황을 바꾸는 원칙 하에 덩샤오핑의 좋은 이웃 정책을 계속 이어나갔다.(p. 66) 중국은 소련을 주요 안보 위협으로 간주했었으나, 소련의 해체는 중국의 남중앙아시아 지정학적 인식에서 안보 고려 사항의 중요성을 감소시켰다. 중국은 중앙아시아 국가들과 관계를 재건하기 시작했으며, 1990년대 이후 경제 관계가 성장했다.(p. 172–175)
1992년부터 중국은 조선민주주의인민공화국과 대한민국과의 관계 균형을 맞추기 시작했다.(p. 69) 중국은 1992년 대한민국과 외교 관계를 정상화하면서도 조선민주주의인민공화국과는 전략적 관계를 유지했다.(p. 69)
신장 위구르 자치구에서의 무장 이슬람 분리주의 위협에 맞서고 소련 해체 이후 중앙아시아 국가들과의 관계를 강화하기 위해, 중국은 1996년 상하이 회의에서 인접한 카자흐스탄, 타지키스탄, 러시아, 키르기스스탄과 국경 지역 군사 상호 신뢰 강화 조약을 체결했다.(p. 70) 이들 국가 그룹은 1997년부터 "상하이 5개국" (그리고 2000년대에는 상하이 협력 기구로 이어짐)으로 회의를 시작했다.
중국은 1997년 아시아 금융 위기 동안 이웃 국가들 사이에서 명성을 높였다.(p. 68) 위기로 심하게 영향을 받은 다른 아시아 국가들은 어려운 경제 상황에서 벗어나기 위해 미국이나 일본의 구제금융을 요청했다.(p. 68) 미국과 일본이 느리게 움직이자, 중국은 자국 통화의 평가절하를 거부함으로써 높이 평가되는 상징적인 제스처를 취했다 (이는 아마도 지역에 심각한 결과를 초래할 일련의 경쟁적인 평가절하를 촉발했을 것이다).(p. 68) 대신 중국은 양자 구제금융과 IMF 구제금융 패키지에 기여하는 방식으로 40억 달러를 이웃 국가에 제공했다.(p. 68) 1999년, 이러한 조치의 결과로 세계은행은 보고서에서 중국을 "지역 안정을 위한 원천"이라고 묘사했다.(p. 68)
1990년대 후반부터 중국은 새로운 안보 개념을 표명하기 시작했다. 이 개념은 어떤 단일 국가도, 가장 강력한 국가조차도, 모든 안보 문제를 홀로 해결할 수 없다는 것이다.(p. 71)

### 1990년대 미국과의 관계
1990년대는 중국-미국 관계에서 여러 가지 도전 과제를 제시했지만, 중국에게는 미국의 최혜국 지위를 인권 기록과 분리한 것과 같은 긍정적인 발전도 있었다. 1993년 7월, 은하호 사건은 장쩌민이 미국과의 협력을 위한 "16자 원칙"을 채택하도록 이끌었다: "신뢰를 강화하고 (增强信心), 문제를 줄이고 (减少麻烦), 협력을 확대하며 (扩大合作), 대결을 피하는 것 (避免对抗)"이다.(p. 63) 은하호 사건 동안, 미 해군은 중국 컨테이너선 은하호가 이란으로 향하는 화학 무기 전구체를 싣고 있다는 잘못된 의심을 바탕으로 은하호를 정지시켰다.(p. 63) 중국은 이 주장을 부인했지만, 미국은 일방적으로 은하호의 GPS를 차단하여 배가 방향을 잃고 24일 동안 공해상에 정박하도록 강요했다.(p. 63) 은하호는 결국 검사에 동의했고 화학 무기 전구체는 발견되지 않았다.(p. 63) 중국이 공식적인 사과를 요청했음에도 불구하고, 미국은 사과를 거부하고 보상금 지불도 거부했다.(p. 63) 은하호 사건의 굴욕에도 불구하고, 장쩌민은 16자 원칙을 포함하여 미국에 대한 외교적 선의의 자세를 취했다.(p. 63)
1999년 5월 7일 베오그라드 주재 중국 대사관 폭격 사건 이후에도 긴장이 이어졌는데,(pp. 63–64) 미국은 이를 실수로 발생한 일이라고 주장했다. 이 폭격은 중국인들 사이에서 분노를 불러일으켰고, 그들은 미국이 폭격이 우발적이었다는 주장을 받아들이지 않았다.(p. 63–64) 며칠 동안 베이징은 대규모 반미 시위로 요동쳤다. 장쩌민 중국공산당 총서기는 대사관 폭격으로 양국 관계가 손상되기에는 너무 중요하다고 판단하여 중국 대중의 분노를 진정시키려 했다.(pp. 63–64)

## 21세기
2000년 창립 이래 중국-아프리카 협력 포럼 (FOCAC)은 중국과 아프리카 국가들 간의 주요 다자간 조정 메커니즘이다.(p. 56) 중국의 대외 원조는 FOCAC 내에서 중요한 상호작용 분야이다.(p. 84) FOCAC를 통해 중국은 채무 탕감, 원조 보조금, 양허성 차관, 무이자 차관의 형태로 원조를 제공한다.(p. 84)
2001년에 중국, 러시아, 카자흐스탄, 타지키스탄, 키르기스스탄, 우즈베키스탄은 상하이 협력 기구의 후원 하에 정기 회의를 시작했다.(p. 70) 중국은 분리주의, 테러리즘, 극단주의의 "세 가지 악"을 격퇴하는 데 중점을 둔 이 조직에서 주도적인 역할을 한다.(p. 70)
중국은 2000년대 초반 조선민주주의인민공화국의 핵 프로그램을 종식시키기 위한 6자 회담에 적극적으로 참여했다.(p. 71) 중국은 6자 회담을 동북아시아의 지속적인 다자 안보 메커니즘으로 발전시키는 데 주도적인 역할을 하기를 희망했지만, 궁극적으로 회담은 실패했다.(p. 75) 그럼에도 불구하고 중국의 이 실패한 임무에 대한 노력은 국제적 위상을 높였다.(pp. 73–74)
2004년 설립된 중국-아랍국가협력포럼 (CASCF)은 중국과 아랍 연맹 국가들 간의 주요 다자간 협력 메커니즘 역할을 한다.
2008년 중국은 불량 국가에 대한 정책을 개정하여, 불량 국가에 대한 외교적 보호를 조건부로 제공하여 국제 사회에 더 받아들여질 수 있도록 만들 의향이 있다는 새로운 관점을 표명했다.(p. 76)
시진핑 총서기 재임 기간에 중국은 이전 덩샤오핑 시대의 슬로건인 "낮은 자세를 유지한다" (韬光养晦)를 대체하는 새로운 외교 정책 독트린인 "대국 외교" (大国外交)를 채택했으며, 이는 국제 질서 개혁, 서방과의 공개적인 이념 경쟁 참여, 중국의 부상하는 힘과 지위에 따른 세계 문제에 대한 더 큰 책임 수용 등 세계 무대에서 중국의 더 적극적인 역할을 정당화했다. 중국공산당 총서기 시진핑의 지도 첫 5년 동안 외교 예산은 두 배로 늘었다.
21세기에 나타난 중국 외교의 공격적인 스타일은 "전랑 외교"라고 불린다. 이 용어는 애국적인 중국 영화 스페셜포스: 특수부대 전랑과 그 속편 특수부대 전랑 2에서 유래했으며, 영화의 슬로건은 "천리 밖에서도 중국을 모욕하는 자는 대가를 치를 것이다"였다. 중국 디아스포라를 중국 외교 정책에 통합하려는 노력도 강화되었으며, 민족적 충성심을 국가적 충성심보다 강조하는 경향이 있다.
코로나19 범유행 기간 동안, 시진핑은 그의 "클라우드 외교"(云外交)의 일환으로 광범위한 전화 및 화상 외국 회의 일정을 소화했으며, 이는 현장 외국 방문과 마찬가지로 중국 언론에서 큰 주목을 받았다.(p. 15)
중국은 코로나19 발생과 관련한 허위 정보 유포를 포함하여 코로나19 발생에 대한 공격적인 외교적 대응으로 비판을 받았다.

### 소셜 미디어
페이스북과 트위터와 같은 소셜 미디어 사이트 참여는 중국 외교의 필수적인 요소가 되었다. 2019년 4월부터 2020년 4월까지 중국 외교관의 트위터 계정 활동은 4배 증가했다.

## 같이 보기
- 국제 관계 (1814년-1919년)
  - 제1차 세계 대전의 외교사
  - 국제 관계 (1919년-1939년)
  - 제2차 세계 대전의 외교사
  - 냉전
- 미국–중국 관계
- 러시아-중국 관계
- 논십대관계, 마오쩌둥의 1956년 정책 연설
- 중화인민공화국의 대외 관계
  - 제국 중국의 대외 관계
  - 홍콩의 대외 관계
  - 마카오의 대외 관계
  - 중화민국의 대외 관계

## 내용주
1. ↑  John King Fairbank, "China's Response to the West: Problems and Suggestions." Cahiers d'Histoire Mondiale. Journal of World History. Cuadernos de Historia Mundial 3.2 (1956): 381.
2. ↑  Brian Catchpole, A map history of modern China (1976), pp 21-23.
3. ↑  John Yue-wo Wong, Deadly dreams: Opium and the Arrow war (1856-1860) in China (Cambridge UP, 2002).
4. ↑  Ssu-yü Teng and John King Fairbank, China's response to the West: a documentary survey, 1839-1923(1979) pp 35-37, 134-35.
5. ↑  Dong Wang, "The Discourse of Unequal Treaties in Modern China," Pacific Affairs (2003) 76#3 pp 399-425.
6. ↑  Amanda J. Cheney, "Tibet Lost in Translation: Sovereignty, Suzerainty and International Order Transformation, 1904–1906." Journal of Contemporary China 26.107 (2017): 769-783.
7. ↑  Andre Schmid, "Colonialism and the ‘Korea Problem’ in the Historiography of Modern Japan: A Review Article." Journal of Asian Studies 59.4 (2000): 951-976. online
8. ↑  Ying-Kit Chan, "Diplomacy and the Appointment of officials in Late Qing China: He Ruzhang and Japan’s Annexation Of Ryukyu." Chinese Historical Review 26.1 (2019): 20-36.
9. ↑  Robert Lee, France and the exploitation of China, 1885-1901 (1989).
10. ↑  Anthony Webster, "Business and empire: A reassessment of the British conquest of Burma in 1885." Historical Journal 43.4 (2000): 1003-1025.
11. ↑  Wendy Palace (2012). 《British Empire and Tibet 1900-1922》. Routledge. 257쪽. ISBN 9781134278633.
12. ↑  Alfred Stead (1901). 《China and her mysteries》. LONDON: Hood, Douglas, & Howard. 100쪽. 2017년 6월 6일에 원본 문서에서 보존된 문서. 2011년 2월 19일에 확인함. burma was a tributary state of china british forward tribute peking.(Original from the University of California)
13. ↑  William Woodville Rockhill (1905). 《China's intercourse with Korea from the XVth century to 1895》. LONDON: Luzac & Co. 5쪽. 2016년 5월 9일에 원본 문서에서 보존된 문서. 2011년 2월 19일에 확인함. tribute china.(Colonial period Korea; WWC-5)(Original from the University of California)
14. ↑  Ian Nish, The Origins of the Russo-Japanese War (1985).
15. ↑  Jean-Paul Wiest, "Bringing Christ to the nations: shifting models of mission among Jesuits in China." The Catholic historical review 83.4 (1997): 654-681.
16. ↑  John Harney, "Enshrining the Mission: The Bishop Sheehan Memorial Museum and Vincentian Visions of China." American Catholic Studies (2015): 45-69. Online 보관됨 2019-08-28 - 웨이백 머신
17. ↑  Larry Clinton Thompson, William Scott Ament and the Boxer Rebellion: Heroism, Hubris, and the Ideal Missionary (2009), p. 14; Jane Hunter, The Gospel of Gentility (1984), p. 6
18. ↑  Nicolas Standaert, "New trends in the historiography of Christianity in China." Catholic Historical Review 83.4 (1997): 573-613.
19. ↑  Miwa Hirono, Civilizing missions: International religious agencies in China (Springer, 2008).
20. ↑  Michelle Renshaw, "'Family-Centred Care' in American Hospitals in Late-Qing China." Clio Medica 86.1 (2010).
21. ↑  Xu Guangqiu, "The Impact of Medical Missionaries on Chinese Officials: Dr. Peter Parker and the Canton Hospital, 1835-1855" Journal of Presbyterian History (2019) 97#1 pp 16-28.
22. ↑  Hu Cheng, "The Modernization of Japanese and Chinese Medicine (1914-1931)." Chinese Studies in History 47.4 (2014): 78-94.
23. ↑  이르마 탐 쑹, "Christianity and Dr. Sun Yat-sen's schooling in Hawai'i, 1879-83." Chinese America: History and Perspectives (2010) pp. 75-86.
24. ↑  Guangqiu Xu (2017). 《American Doctors in Canton: Modernization in China, 1835-1935》. Taylor & Francis. 32쪽. ISBN 9781351532778.
25. ↑  Lin Su (2017). 《China's Foreign Policy Making: Societal Force and Chinese American Policy》. Routledge. 49쪽. ISBN 9781351952095.
26. ↑  Perry, John Curtis (1964). 《The Battle off the Tayang, 17 September 1894》. 《The Mariner's Mirror》 50. 243–259쪽. doi:10.1080/00253359.1964.10657787.
27. ↑  Frank W. Ikle, "The Triple Intervention. Japan's Lesson in the Diplomacy of Imperialism." Monumenta Nipponica 22.1/2 (1967): 122-130. online 보관됨 2019-08-26 - 웨이백 머신
28. ↑  Catchpole, A map history of modern China (1976), pp 32-33.
29. ↑  Rhoads Murphey, East Asia (1997) p 325.
30. ↑  Jung Chang, Empress Dowager Cixi (2013) p. 80
31. ↑  로버트 비커스, "Revisiting the Chinese maritime customs service, 1854–1950." Journal of Imperial and Commonwealth History 36.2 (2008): 221-226.
32. ↑  Henk Vynckier and Chihyun Chang, "'Imperium In Imperio': Robert Hart, the Chinese Maritime Customs Service, and its (Self-)Representations," Biography 37#1 (2014), pp. 69-92 online 보관됨 2019-08-28 - 웨이백 머신
33. ↑  Luke S.K. Kwong, "Chinese politics at the crossroads: Reflections on the Hundred Days Reform of 1898." Modern Asian Studies 34.3 (2000): 663-695.
34. ↑  Young-Tsu Wong, "Revisionism Reconsidered: Kang Youwei and the Reform Movement of 1898" Journal of Asian Studies 51#3 (1992), pp. 513-544 online 보관됨 2019-08-28 - 웨이백 머신
35. ↑  Ying-kit Chan, "A Precious Mirror for Governing the Peace: A Primer for Empress Dowager Cixi." Nan Nü 17.2 (2015): 214-244. DOI: https://doi.org/10.1163/15685268-00172p02
36. ↑  Catchpole, A map history of modern China (1976), pp 34-35.
37. ↑  Diana Preston, The Boxer Rebellion : The Dramatic Story of China's War on Foreigners That Shook the World in the Summer of 1900 (2000). Online 보관됨 2018-12-12 - 웨이백 머신
38. ↑  Ji Zhaojin (2016). 《A History of Modern Shanghai Banking: The Rise and Decline of China's Financial Capitalism》. Routledge. 75쪽. ISBN 9781317478072.
39. ↑  Frank H.H. King, "The Boxer Indemnity—‘Nothing but Bad’." Modern Asian Studies 40.3 (2006): 663-689.
40. ↑  Jerome Ch'en, Yuan Shih-K'Ai (1962) pp. 147–160, 173–77.
41. ↑  Ch'en, Yuan Shih-K'Ai (1962) pp. 185–195.
42. ↑  Zhitian Luo. "National humiliation and national assertion: The Chinese response to the twenty-one demands." Modern Asian Studies 27.2 (1993): 297-319.
43. ↑  Joseph T. Chen, "The May Fourth Movement Redefined." Modern Asian Studies 4.1 (1970): 63-81 online.
44. ↑  Klaus Mühlhahn, Making China Modern (2019) pp 251-252.
45. ↑  Robert T. Pollard, China's Foreign Relations, 1917-1931 (1933) p. 310.
46. ↑  Alison Adcock Kaufman, "In Pursuit of Equality and Respect: China’s Diplomacy and the League of Nations." Modern China 40.6 (2014): 605-638 online 보관됨 2018-11-08 - 웨이백 머신.
47. ↑  Stephen G. Craft, V.K. Wellington Koo and the emergence of modern China (University Press of Kentucky, 2015).
48. 1 2 3 4 5 6 7 8 9 10 11 12 13 14 15 16 17 18 19 20 21 22 23 24 25 26 27 28 29 30 31 32 33 34 35 36 37 38 39 40 41 42 43 44 45 46 47 48 49 50 51 52 53  Zhao, Suisheng (2023). 《The Dragon Roars Back: Transformational Leaders and Dynamics of Chinese Foreign Policy》. Stanford, California: 스탠퍼드 대학교 출판부. ISBN 978-1-5036-3088-8. OCLC 1331741429.
49. ↑  William C. Kirby, Germany and Republican China (Stanford UP, 1984).
50. ↑  Hsi‐Huey Liang, "China, the Sino‐Japanese conflict and the Munich crisis." Diplomacy & Statecraft 10.2-3 (1999): 342-369.
51. ↑  Odd Arne Westad, Restless Empire: China in the world since 1750 (2012) pp. 133–135.
52. ↑  Robyn L. Rodriguez, "Journey to the East: The German Military Mission in China, 1927-1938" (PhD Diss. The Ohio State University, 2011) online
53. ↑  Michael Schaller, The US Crusade in China, 1938-1945 (1979) p 17.
54. ↑  Martha Byrd, Chennault: Giving Wings to the Tiger (2003)
55. ↑  Barbara Tuchman, Stilwell and the American Experience in China, 1911–45 (1971), pp. 231–232.
56. ↑  Laura Tyson Li, Madame Chiang Kai-Shek: China's Eternal First Lady (2006).
57. ↑  Jonathan Fenby, Chiang Kai Shek: China's Generalissimo and the Nation He Lost (2005) pp 408-14, 428-433.
58. 1 2  Herbert Feis, China Tangle: American Effort in China from Pearl Harbor to the Marshall Mission (1953) pp 376-79.
59. ↑  대니얼 커츠-펠란 (2018). 《The China Mission: George Marshall's Unfinished War, 1945-1947》. W. W. Norton. 7, 141쪽. ISBN 9780393243086.
60. ↑  He Di, "The Most Respected Enemy: Mao Zedong's Perception of the United States" China Quarterly No. 137 (March 1994), pp. 144-158, quotations on page 147. online 보관됨 2019-08-28 - 웨이백 머신
61. ↑  Odd Arne Westad, Restless Empire: China and the World Since 1750 (2012) p 291
62. ↑  세르게이 라드첸코, "Sino-Soviet Relations and the Emergence of the Chinese Communist Regime, 1946–1950: New Documents, Old Story." Journal of Cold War Studies 9.4 (2007): 115-124.
63. ↑  Meng, Wenting (2024). 《Developmental Piece: Theorizing China's Approach to International Peacebuilding》. Ibidem. 컬럼비아 대학교 출판부. ISBN 9783838219073.
64. ↑  Hussain, Syed Rifaat (2016). 〈Sino-Pakistan Ties〉. 《The New Great Game: China and South and Central Asia in the Era of Reform》. Thomas Fingar. Stanford, California: 스탠퍼드 대학교 출판부. 118쪽. ISBN 978-0-8047-9764-1. OCLC 939553543.
65. ↑  Bilateral relations between Switzerland and China 보관됨 2014-10-02 - 웨이백 머신 (page visited on 19 August 2014).
66. ↑  Consulate-General of the People's Republic of China in Gothenburg. 中国与瑞典的关系. 《www.fmprc.gov.cn》 (중국어). Gothenburg, Sweden: Consulate-General of the People's Republic of China in Gothenburg. 2009년 3월 2일에 원본 문서에서 보존된 문서. 2014년 9월 4일에 확인함. 瑞典于1950年1月14日承认新中国
67. ↑  Xinhua (2007년 6월 11일). “China-Sweden relations continue to strengthen”. 《China Daily》. 2014년 8월 19일에 원본 문서에서 보존된 문서. 2014년 8월 22일에 확인함.
68. ↑  “Background Note: China”. 《Bureau of Public Affairs》. U.S. Department of State. 2017년 1월 21일에 원본 문서에서 보존된 문서. 2011년 3월 10일에 확인함.
69. 1 2 3 4 5  Minami, Kazushi (2024). 《People's Diplomacy: How Americans and Chinese Transformed US-China Relations during the Cold War》. Ithaca, NY: 코넬 대학교 출판부. ISBN 9781501774157.
70. 1 2 3 4 5  Meyskens, Covell F. (2020). 《Mao's Third Front: The Militarization of Cold War China》. Cambridge, United Kingdom: 케임브리지 대학교 출판부. doi:10.1017/9781108784788. ISBN 978-1-108-78478-8. OCLC 1145096137. S2CID 218936313.
71. ↑  Leung, Beatrice; Wang, Marcus J. J. (2016년 5월 3일). 《Sino–Vatican Negotiations: problems in sovereign right and national security》. 《Journal of Contemporary China》 (영어) 25. 467–482쪽. doi:10.1080/10670564.2015.1104921. ISSN 1067-0564.
72. ↑  Michael Yahuda, Towards the End of Isolationism: China's Foreign Policy After Mao (1983) pp 120-22.
73. ↑  Yahuda, Towards the End of Isolationism (1983) p 18.
74. ↑  Qian, Ying (2024). 《Revolutionary Becomings: Documentary Media in Twentieth-Century China》. New York, NY: 컬럼비아 대학교 출판부. ISBN 9780231204477.
75. 1 2 3  Shinn, David H.; Eisenman, Joshua (2023). 《China's Relations with Africa: a New Era of Strategic Engagement》. New York: 컬럼비아 대학교 출판부. 80쪽. ISBN 978-0-231-21001-0.
76. ↑  Har-El, Shai (2024). 《China and the Palestinian Organizations: 1964–1971》. 팰그레이브 맥밀런. ISBN 978-3-031-57827-4.
77. ↑  Lampton, David M. (2024). 《Living U.S.-China relations: From Cold War to Cold War》. Lanham, MD: 로먼 & 리틀필드. ISBN 978-1-5381-8725-8.
78. 1 2  Laikwan, Pang (2024). 《One and All: The Logic of Chinese Sovereignty》. Stanford, CA: 스탠퍼드 대학교 출판부. ISBN 9781503638815.
79. ↑  Westad, Restless Empire ch 9
80. ↑  John W. Garver, China's Quest: The History of the Foreign Relations of the People's Republic (2nd ed. 2018), pp 85, 196-98, 228-231, 264.
81. ↑  Crean, Jeffrey (2024). 《The Fear of Chinese Power: an International History》. New Approaches to International History series. London, UK: 블룸즈버리 아카데믹. ISBN 978-1-350-23394-2.
82. 1 2 3 4 5 6  Zhang, Chuchu (2025). 《China's Changing Role in the Middle East: Filling a Power Vacuum?》. Changing Dynamics in Asia-Middle East Relations series. Abingdon, Oxon; New York, NY: 라우틀리지. ISBN 978-1-032-76275-3.
83. ↑  천젠, China's road to the Korean War (1994)
84. ↑  Freedberg Jr., Sydney J. (2013년 9월 26일). “China's Dangerous Weakness, Part 1: Beijing's Aggressive Idea Of Self-Defense”. 《breakingdefense.com》. Breaking Media, Inc. 2013년 9월 29일에 원본 문서에서 보존된 문서. 2013년 9월 27일에 확인함.
85. ↑  Dong Wang, "The Quarrelling Brothers: New Chinese Archives and a Reappraisal of the Sino-Soviet Split, 1959-1962." Cold War International History Project Working Paper Series (2005) online.
86. 1 2  Li, Hongshan (2024). 《Fighting on the Cultural Front: U.S.-China Relations in the Cold War》. New York, NY: 컬럼비아 대학교 출판부. doi:10.7312/li--20704. ISBN 9780231207058. JSTOR 10.7312/li--20704.
87. ↑  Hale, Erin. “Taiwan taps on United Nations' door, 50 years after departure”. 《알자지라》 (영어). 2024년 12월 8일에 확인함.
88. ↑  Liff, Adam P.; Lee, Chaewon (2024). 〈Korea-Taiwan "Unofficial" Relations after 30 Years (1992-2022): Reassessing Seoul's "One China" Policy〉.   Zhao, Suisheng. 《The Taiwan Question in Xi Jinping's Era: Beijing's Evolving Taiwan Policy and Taiwan's Internal and External Dynamics》. London and New York: 라우틀리지. ISBN 9781032861661.
89. 1 2 3  Yue, Cui (2025). 〈Conceptualizing Peace in China: Mao Zedong, Deng Xiaoping, and Their Strategic Thinking〉.   Ping, Jonathan H.; Hayes, Anna; McCormick, Brett. 《Chinese International Relations Theory as Emerging From Practice and Policy》. New York, NY: 라우틀리지. ISBN 978-0-429-19769-7.
90. ↑  Michael B. Yahuda, End of Isolationism: China's Foreign Policy After Mao (1983).
91. ↑  Michael Yahuda, "Deng Xiaoping: the statesman." The China Quarterly 135 (1993): 551-572 online 보관됨 2019-02-10 - 웨이백 머신.
92. ↑  Anderson, Kurt (1984년 5월 7일). “History Beckons Again”. 《타임》. 2013년 8월 22일에 원본 문서에서 보존된 문서. 2011년 8월 19일에 확인함.
93. ↑  Atatüre, Süha (2023). 〈The US and China as Main Powers in Multipolar World Order 2.0〉. 《China and Eurasian Powers in a Multipolar World Order 2.0: Security, Diplomacy, Economy and Cyberspace》. Mher Sahakyan. New York: 라우틀리지. ISBN 978-1-003-35258-7. OCLC 1353290533.
94. ↑  Marquis, Christopher; Qiao, Kunyuan (2022). 《Mao and Markets: The Communist Roots of Chinese Enterprise》. New Haven: 예일 대학교 출판부. 251쪽. doi:10.2307/j.ctv3006z6k. ISBN 978-0-300-26883-6. JSTOR j.ctv3006z6k. OCLC 1348572572. S2CID 253067190.
95. ↑  Klien, Susanne (2018년 10월 24일). 《Rethinking Japan's Identity and International Role: An Intercultural Perspective》 (영어) 1판. Routledge. 89쪽. doi:10.4324/9781315811055. ISBN 978-1-315-81105-5. S2CID 239920118.
96. ↑  Samuel S. Kim, "Chinese Foreign Policy After Tiananmen," Current History 89#548 (September. 1990), 245-52.
97. ↑  Fingar, Thomas (2016). 〈China and South and Central Asia in the Era of Reform〉. 《The New Great Game: China and South and Central Asia in the Era of Reform》. Thomas Fingar. Stanford, California: 스탠퍼드 대학교 출판부. 16쪽. ISBN 978-0-8047-9764-1. OCLC 939553543.
98. 1 2 3 4  Murphy, Dawn C. (2022). 《China's Rise in the Global South: The Middle East, Africa, and Beijing's Alternative World Order》. Stanford, California: 스탠퍼드 대학교 출판부. ISBN 978-1-5036-3060-4.
99. ↑  Smith, Stephen (2021년 2월 16일). 《China's "Major Country Diplomacy"》. 《Foreign Policy Analysis》. doi:10.1093/fpa/orab002. 2021년 9월 21일에 확인함.
100. ↑  Loh, Dylan M.H (2020년 6월 12일). “Over here, overbearing: The origins of China's 'Wolf Warrior' style diplomacy”. 《hongkongfp.com》. 2020년 7월 31일에 확인함.
101. ↑  NAKAZAWA, KATSUJI. “China's 'wolf warrior' diplomats roar at Hong Kong and the world”. 《nikkei.com》. 닛케이 아시아 리뷰. 2020년 5월 28일에 원본 문서에서 보존된 문서. 2020년 5월 27일에 확인함.
102. ↑  Wu, Wendy (2020년 5월 24일). “Chinese Foreign Minister Wang Yi defends 'wolf warrior' diplomats for standing up to 'smears'”. 《www.scmp.com》. SCMP. 2020년 5월 27일에 원본 문서에서 보존된 문서. 2020년 5월 27일에 확인함.
103. ↑  Jiang, Steven; Westcott, Ben (2020년 5월 29일). “China is embracing a new brand of foreign policy. Here's what wolf warrior diplomacy means”. 《www.cnn.com》. CNN. 2020년 5월 29일에 원본 문서에서 보존된 문서. 2020년 5월 30일에 확인함.
104. ↑  Wong, Brian. “How Chinese Nationalism Is Changing”. 《thediplomat.com》. 더 디플로맷. 2020년 5월 30일에 확인함.
105. ↑  Palmer, James (2020년 4월 15일). “Why Chinese Embassies Have Embraced Aggressive Diplomacy”. 《foreignpolicy.com》. 포린 폴리시. 2020년 4월 26일에 원본 문서에서 보존된 문서. 2020년 5월 4일에 확인함.
106. ↑  Zhai, Keith; Lun Tien, Yew (2020년 3월 31일). “In China, a young diplomat rises as aggressive foreign policy takes root”. 《www.reuters.com》. 로이터. 2020년 4월 22일에 원본 문서에서 보존된 문서. 2020년 5월 30일에 확인함.
107. ↑  Bengali, Shashank (2020년 5월 4일). “'Put on a mask and shut up': China's new 'Wolf Warriors' spread hoaxes and attack a world of critics”. 《로스앤젤레스 타임스》. 2020년 5월 5일에 원본 문서에서 보존된 문서. 2020년 5월 4일에 확인함.
108. ↑  Feng, Zhaoyin (2019년 12월 29일). “China and Twitter: The year China got louder on social media”. 《BBC News》. 2020년 7월 31일에 확인함.
109. ↑  Scott, Mark (2020년 4월 29일). “Chinese diplomacy ramps up social media offensive in COVID-19 info war”. 《www.politico.eu》. 2020년 7월 30일에 확인함.

## 더 읽어보기
- Athwal, Amardeep. China-India Relations: Contemporary Dynamics (Routledge, 2007) online.
- Bickers, Robert. The Scramble for China: Foreign devils in the Qing empire, 1832-1914 (Penguin, 2016). online review p 342ff 보관됨 2022-05-08 - 웨이백 머신
- Bolt, Paul J., and Sharyl Cross. China, Russia, and Twenty-First Century Global Geopolitics (Oxford UP, 2018).
- Cole, Bernard d. China’s Quest For Great Power (Naval Institute Press, 2013), stress on military and naval power
- Dian, Matteo. Contested memories in Chinese and Japanese foreign policy (Elsevier, 2017). online
- Garver, John W. China's quest: the history of the foreign relations of the people's Republic of China (2nd ed. Oxford University Press, 2018), a major comprehensive scholarly history since 1945. excerpt
- Goh, Evelyn. The struggle for order: Hegemony, hierarchy, and transition in post-Cold War East Asia (Oxford UP, 2013).
- Kirby, William C. "The internationalization of China: Foreign relations at home and abroad in the Republican era." The China Quarterly 150 (1997): 433–458. online
- Mackerras, Colin. "Fifty Years of Australian Diplomatic Relations with China: Some Reflections." Asian Studies Review 47.1 (2023): 109–116. https://doi.org/10.1080/10357823.2022.2135481
- Shambaugh, David. China Goes Global: The Partial Power (Oxford UP, 2013), its recent economic role in world affairs
- Sutter, Robert G. Chinese Foreign Relations: Power and Policy Since the Cold War(3rd ed. Rowman & Littlefield, 2012)

### 미국과의 관계
- Cohen, Warren I. America’s Response To China: A History Of Sino-American Relations (6th ed. Columbia UP, 2019) 2010 edition online
- Garver, John W. China's quest: the history of the foreign relations of the people's Republic of China (2nd ed. Oxford University Press, 2018), chapters 3, 9, 11, 21, 23, 24.
- MacMillan, Margaret. Nixon and Mao: the week that changed the world (Random House, 2008).
- Kirby, William C., et al. Normalization of US-China relations: an international history (Harvard University Asia Center Publications Program, 2005).
- Wang, Dong. The United States and China: A history from the eighteenth century to the present (Rowman & Littlefield, 2021).